# مارگارت همیلتون
مارگارت همیلتون (انگلیسی: Margaret Hamilton؛ ۹ دسامبر ۱۹۰۲ – ۱۶ مهٔ ۱۹۸۵) هنرپیشه اهل ایالات متحده آمریکا بود. وی بین سال‌های ۱۹۳۳ تا ۱۹۸۲ میلادی فعالیت می‌کرد.

## گزیده فیلمشناسی
- کلاه، کت و دستکش (۱۹۳۴)
- برادوی بیل (۱۹۳۴)
- این سه نفر (۱۹۳۶)
- تنها یکبار زندگی می‌کنید (۱۹۳۷)
- ماجراهای تام سایر (۱۹۳۸)
- جادوگر شهر از / جادوگر خبیث غرب (۱۹۳۹)
- بی‌تجربه‌ها (۱۹۳۹)
- زن نامرئی (۱۹۴۰)
- حادثه آکس‌بو (۱۹۴۳)
- گناه هارولد دیدلباک (۱۹۴۷)
- وضعیت کشور (۱۹۴۸)
- اسب سرخ (۱۹۴۹)
- سوارکاری در اوج (۱۹۵۰)
- بلوار واباش (۱۹۵۰)
- سیزده روح (۱۹۶۰)
- نوارهای اندرسون (۱۹۷۱)